# Korsberga (Jönköping)
Korsberga – miejscowość (tätort) w Szwecji, w regionie administracyjnym (län) Jönköping, w gminie Vetlanda.
Według danych Szwedzkiego Urzędu Statystycznego liczba ludności wyniosła: 731 (31 grudnia 2015), 767 (31 grudnia 2018) i 719 (31 grudnia 2019).